# Robert Larsson (målare)
Carl Robert Larsson, född 7 januari 1861 i Stockholm, död 30 juli 1936, var en svensk målare.
Han var son till målaren Marcus Larson och pigan Carolina Hammarlund. Han lämnades bort av sin mor och växte upp i Västervik där han omhändertogs av stadens fattigvård. Han sattes tidigt i lära hos en målarmästare för att utbildas till målare. Han flyttade till Stockholm 1885 där han studerade vid Tekniska skolan. Han sökte inträde till Konstakademien 1889 men han blev inte antagen, troligen sökte han in till skolan ytterligare någon gång med samma resultat. Han återvände till Västervik 1892 där han försörjde sig som målare av mariner och landskapsskildringar. Liksom sin far använde han ofta kameran och utförde många målningar efter fotografier men de har inte samma djärvhet i penselföringen som hans far presterade. I utställningssammanhang var han representerad vid jubileumsutställningen på Västerviks museum 1933. Han flyttade 1907 till Spångenäs i Tuna där han levde återstoden av sitt liv. Larsson var mycket musikalisk och framträdde som fiolspelare vid lokala arrangemang och under sin tid i Stockholm var han medlem i Målarnas sångförening. Ett 50-tal målningar som fanns i hans ateljé vid hans död skingrades inom släkten, många försvann ner till Karlskrona där hans son Mauritz Larsson hade sin familj kvar. Larsson är representerad med en målning vid Västerviks museum.